# Museo Arqueológico de Samotracia
El Museo Arqueológico de Samotracia es uno de los museos de Grecia. Está ubicado en la isla de Samotracia, en el Egeo Septentrional.
La Escuela Estadounidense de Estudios Clásicos fue la institución impulsora de este museo. La construcción tuvo lugar entre 1939 y 1955 y entre 1960 y 1961 se añadió una nueva ala. Un nuevo proceso de renovación y modernización del museo tuvo lugar a partir de 2014. En 2024 se inauguró una nueva exposición permanente.
Las colecciones del museo contienen esculturas, monedas y elementos arquitectónicos procedentes del Santuario de Samotracia, así como cerámica y diversos objetos de arte procedentes de la antigua ciudad. También hay una sección de hallazgos procedentes de las necrópolis de la isla, entre las que se encuentran joyas de playa y oro, y otra compuesta por inscripciones antiguas.

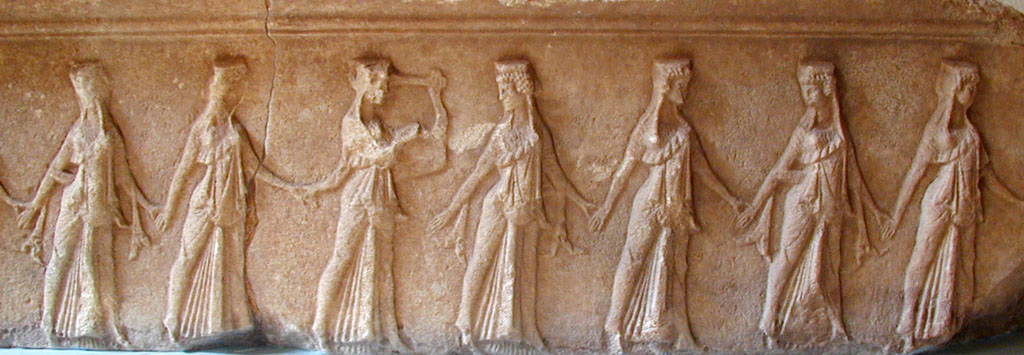
Relieve con mujeres danzantes (quizá las musas).
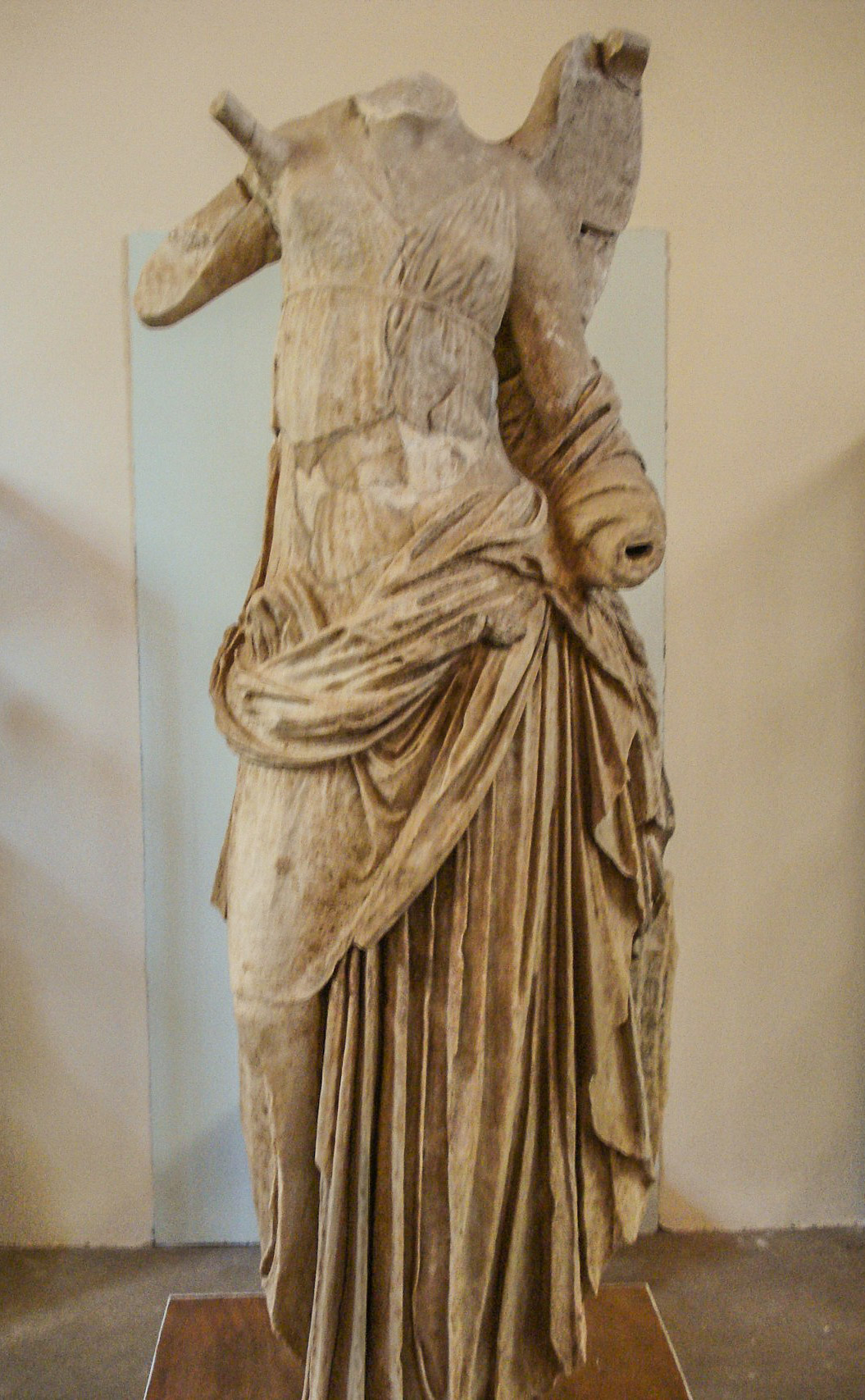
Estatua de mármol de Nike.
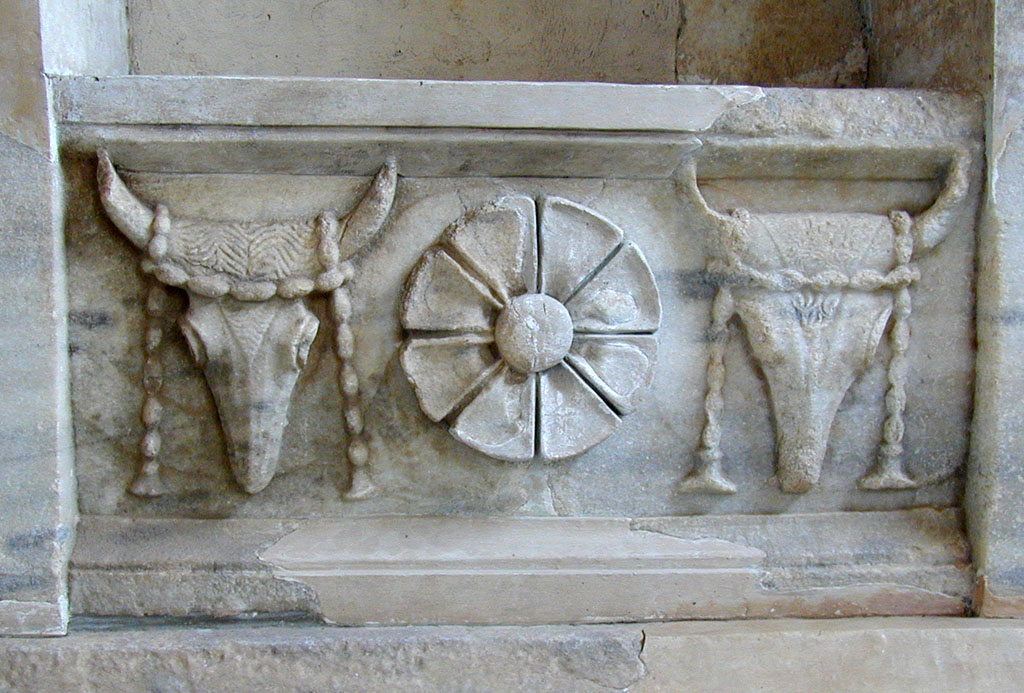
Elemento arquitectónico del tholos de Arsínoe, una parte del santuario.